# Campionat d'Europa de futbol sala de la UEFS femení
|  | Aquest article és sobre la competició femenina. Per a la competició masculina, vegeu Campionat d'Europa de futbol sala de la UEFS masculí |

El Campionat d'Europa de futsal de la UEFS femení (oficialment en anglès, Futsal Women's European Championship) és una competició esportiva de seleccions europeus de futbol sala. És organitzada per la Unió Europea de Futsal (UEFS) i se celebrà per primer cop el 2001.

## Historial
| En negreta = Selecció campiona (prò.) = Pròrroga (pen.) = Penals |

| I Detalls    | 2001 | Rússia          | lligueta | Belarús         | Ucraïna         | lligueta | Itàlia        | Rússia          |       |
| II Detalls   | 2004 | Rússia          | 2–0      | Catalunya       | Ucraïna         |          | Bèlgica       | Rússia          |       |
| III Detalls  | 2007 | República Txeca | lligueta | Rússia          | Eslovàquia      | lligueta | Ucraïna       | República Txeca |       |
| IV Detalls   | 2009 | Rússia          |          |                 | República Txeca | 1–0      | Catalunya     | Polònia         | [ 1 ] |
| V Detalls    | 2011 | República Txeca | lligueta | Rússia          | Catalunya       | lligueta | França        | República Txeca | [ 2 ] |
| VI Detalls   | 2015 | Rússia          | lligueta | República Txeca | Catalunya       | lligueta | Països Baixos | Catalunya       |       |
| VII Detalls  | 2017 | Rússia          | lligueta | Bèlgica         | Noruega         | lligueta | Catalunya     | Catalunya       |       |
| VIII Detalls | 2023 | Catalunya       | 4–2      | Bèlgica         | França          |          | Mònaco        | Catalunya       | [ 3 ] |

### Títols per selecció
- Rússia: 3
- República Txeca: 2

## Medaller
|                 | Campiones            | Finalistes     | Tercer lloc    | Quart lloc |
| --------------- | -------------------- | -------------- | -------------- | ---------- |
| Rússia          | 3 (2001, 2004, 2009) | 2 (2007, 2011) | —              | —          |
| República Txeca | 2 (2007, 2011)       | —              | 1 (2009)       | —          |
| Catalunya       | —                    | 1 (2004)       | 2 (2009, 2011) | —          |
| Belarús         | —                    | 1 (2001)       | —              | —          |
| Ucraïna         | —                    | —              | 2 (2001, 2004) | 1 (2007)   |
| Eslovàquia      | —                    | —              | 1 (2007)       | —          |
| Itàlia          | —                    | —              | —              | 1 (2001)   |
| Bèlgica         | —                    | —              | —              | 1 (2004)   |
| Polònia         | —                    | —              | —              | 1 (2009)   |
| França          | —                    | —              | —              | 1 (2011)   |